# Heinrich Schneegans

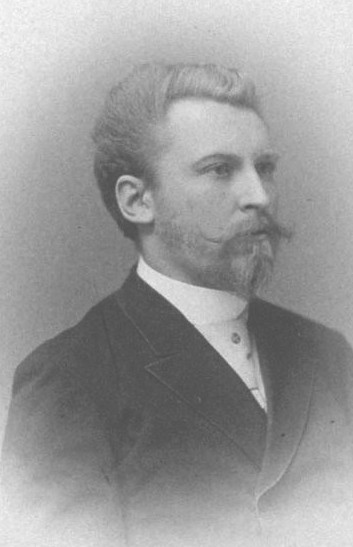
Heinrich Schneegans, 1897

Heinrich Schneegans (* 11. September 1863 in Straßburg, Frankreich; † 6. Oktober 1914 in Bonn) war ein deutsch-französischer Romanist und Schriftsteller. 

## Leben
Schneegans war der Sohn des Schriftstellers und Politikers Carl August Schneegans. Er ging zur Schule in Lyon (1871–1873), Straßburg und Messina (wo sein Vater ab 1880 Konsul war) und studierte ab 1883 an den Universitäten Straßburg (bei Gustav Gröber) und Bonn (bei Wendelin Foerster). 1887 promovierte er bei Gröber über den Dialekt Siziliens und habilitierte sich 1892 auf einem Lektorat für italienische Sprache (1890–1897) mit einer Geschichte der grotesken Satire. Nach der Ernennung zum außerordentlichen Professor in Straßburg 1897 wurde er 1898 in der gleichen Funktion nach Erlangen berufen, wo er bis 1900 die erste dort eingerichtete selbständige Professur für romanische Philologie innehatte. Er ging dann als Ordinarius nach Würzburg  und von dort 1909 als Nachfolger von Wendelin Foerster nach Bonn.
Schneegans war ein bedeutender Romanist mit für seine Zeit sehr fortschrittlicher Einstellung.  Er setzte sich u. a. dafür ein, dass auch Frauen zum Studium zugelassen wurden. Der Akademisch-Neuphilologische Verein Bonn, eine fachwissenschaftliche Studentenverbindung des Weimarer Kartellverbandes, ernannte ihn zum Ehrenmitglied.
Er war verantwortlich für zahlreiche Reformen des Romanistikstudiums:
- forderte Beschäftigung mit moderner Literatur und mit aktuellem Stand v. a. der französischen Sprache
- kritisierte zu starke Gewichtung des Mittelalters (Altfranzösisch)
- empfahl Auslandsaufenthalte im Rahmen des Philologiestudiums (Sprachpraxis und Kulturkontakt)
- leitete die Trennung der obligatorischen Fächerverbindung Englisch-Französisch in die Wege (Konzentration auf ein Fach)

Allgemein setzte er sich für eine praxisorientiertere Schullehrerausbildung und eine funktionierende Völkerverständigung ein. Dabei schrieb er dem Romanisten eine politische Funktion zu, indem er ihn als Bindeglied bzw. Vermittler zwischen den verschiedenen Kulturen sah.
Heinrich Schneegans starb im Alter von 51 Jahren  am 6. Oktober 1914 in Bonn am Rhein.

## Werke
- Laute und Lautentwickelung des sicilianischen Dialectes nebst Mundartenkarte und aus dem Volksmund gesammelten Sprachproben, Straßburg 1888
- Geschichte der grotesken Satire, Straßburg 1894
- Der Pfingschtmondaa, Straßburg 1899
- Molière, Berlin 1902
- (Herausgeber) August Schneegans, Memoiren. Ein Beitrag zur Geschichte des Elsasses in der Übergangszeit, Berlin 1904
- Studium und Unterricht der romanischen Philologie, Heidelberg 1912